# Kattenstaarthaantje
Het kattenstaarthaantje (Galerucella calmariensis) is een keversoort uit de familie bladkevers (Chrysomelidae). De wetenschappelijke naam van de soort werd in 1767 gepubliceerd door Linnaeus.